# Acer lichuanense
Acer lichuanense é uma espécie de árvore do gênero Acer, pertencente à família Aceraceae.